# Gheorghe Gheorghiu-Dej
Gheorghe Gheorghiu-Dej (pronunciaciónⓘ; Bârlad, 8 de noviembre de 1901-Bucarest, 19 de marzo de 1965) fue un político  comunista y dirigente rumano. Ejerció como secretario general del Partido Comunista Rumano desde 1944 hasta su muerte; primer ministro de Rumanía desde 1952 hasta 1955 y presidente de la República de 1961 a 1965.
En su juventud destacó por su militancia sindical, por la que fue encarcelado varios años hasta el final de la Segunda Guerra Mundial. Durante su mandato mantuvo distancias con la Unión Soviética en políticas económicas e internacionales, dotando al estado de una cierta independencia que se acentuó con la salida de las últimas tropas soviéticas en 1958. Su sustituto al frente de la secretaría general fue Nicolae Ceaușescu.
Bajo su gobierno, Rumania fue considerada uno de los aliados más leales de la Unión Soviética, aunque Gheorghiu-Dej estaba parcialmente nervioso por la rápida política de desestalinización iniciada por Nikita Jruschov a fines de la década de 1950.  Gheorghiu-Dej intensificó las medidas que aumentaron considerablemente las relaciones comerciales entre Rumania y los países occidentales.

## Primeros años
Gheorghiu-Dej era hijo de un trabajador pobre de Bârlad, Tănase Gheorghiu y su esposa Ana. También tenía una hermana menor llamada Tinca.
La pobreza lo obligó a dejar la escuela temprano y comenzar a trabajar a la edad de 11 años. Debido a su edad y la falta de formación profesional, a menudo cambiaba de trabajo, y finalmente se decidió por ser electricista. Trabajando en una fábrica en Comănești, se unió al sindicato de trabajadores y participó en la huelga general rumana de 1920, durante la cual todos los participantes fueron despedidos.
Un año después, fue contratado como electricista en la empresa de tranvías de Galați, donde también fue despedido tras organizar protestas contra la jornada laboral de 9 horas y por salarios más altos. Más tarde fue contratado por los talleres de Căile Ferate Române (CFR) en Galati.
Como el nivel de vida de los trabajadores ya era bajo, la Gran Depresión en Rumania comenzó a erosionarlo mucho más. En 1930, Gheorghiu se volvió más activo políticamente, uniéndose al Partido Comunista de Rumania. Fue asignado para organizar la agitación en los talleres de los Ferrocarriles Rumanos en Moldavia.
El 15 de agosto de 1931, Gheorghiu fue acusado de "agitación comunista" y trasladado como castigo a Dej, un pueblo en Transilvania, donde continuó la actividad sindical. El sindicato presentó una petición en febrero de 1932 a los Ferrocarriles CFR, exigiendo mejores condiciones laborales y salarios más altos. Como respuesta, CFR cerró la planta de Dej y despidió a todos los trabajadores, incluido Gheorghiu, quien se vio privado de la oportunidad de ser contratado por cualquier otro taller de CFR en el país.

## Activismo
Durante este tiempo, Gheorghiu obtuvo el apodo de Gheorghiu-Dej de la Siguranța (policía secreta), para que su nombre se diferenciara de otros activistas sindicales llamados Gheorghiu. Después de su despido del taller de CFR, Gheorghiu se volvió aún más activo en la organización de los sindicatos y la coordinación de los trabajadores de Iași, Pașcani y Galați.
En la noche del 14 al 15 de julio de 1932, fue arrestado por colocar "carteles subversivos en las paredes y postes de Giulești", y estuvo recluido en la Prisión de Văcărești. Defendido por el abogado Iosif Schraier, fue liberado porque los carteles estaban destinados a estar relacionados con las elecciones, durante la campaña electoral para las elecciones generales rumanas de 1932.
Gheorghiu-Dej fue arrestado nuevamente brevemente el 3 de octubre de 1932, al final de una reunión de trabajadores en Iași, después de que instó a los trabajadores a "unirse para la lucha contra la clase capitalista", por supuestos cargos de haber golpeado a un policía. Fue puesto en libertad porque se descubrió que los cargos eran falsos.
En enero de 1933, el gobierno rumano anunció algunas medidas de austeridad aún más estrictas que incluían nuevos recortes salariales, lo que condujo a la radicalización de los trabajadores. Gheorghiu-Dej, junto con el presidente del sindicato Constantin Doncea, llevaron a los trabajadores de Bucarest a la gran huelga que se conoció como la Huelga de Grivița de 1933.
Como las negociaciones fracasaron, el gobierno temió una huelga general, por lo que declaró un estado de sitio en Bucarest y otras ciudades. Gheorghiu-Dej fue arrestado durante la noche del 14 al 15 de febrero de 1933.

## Prisión

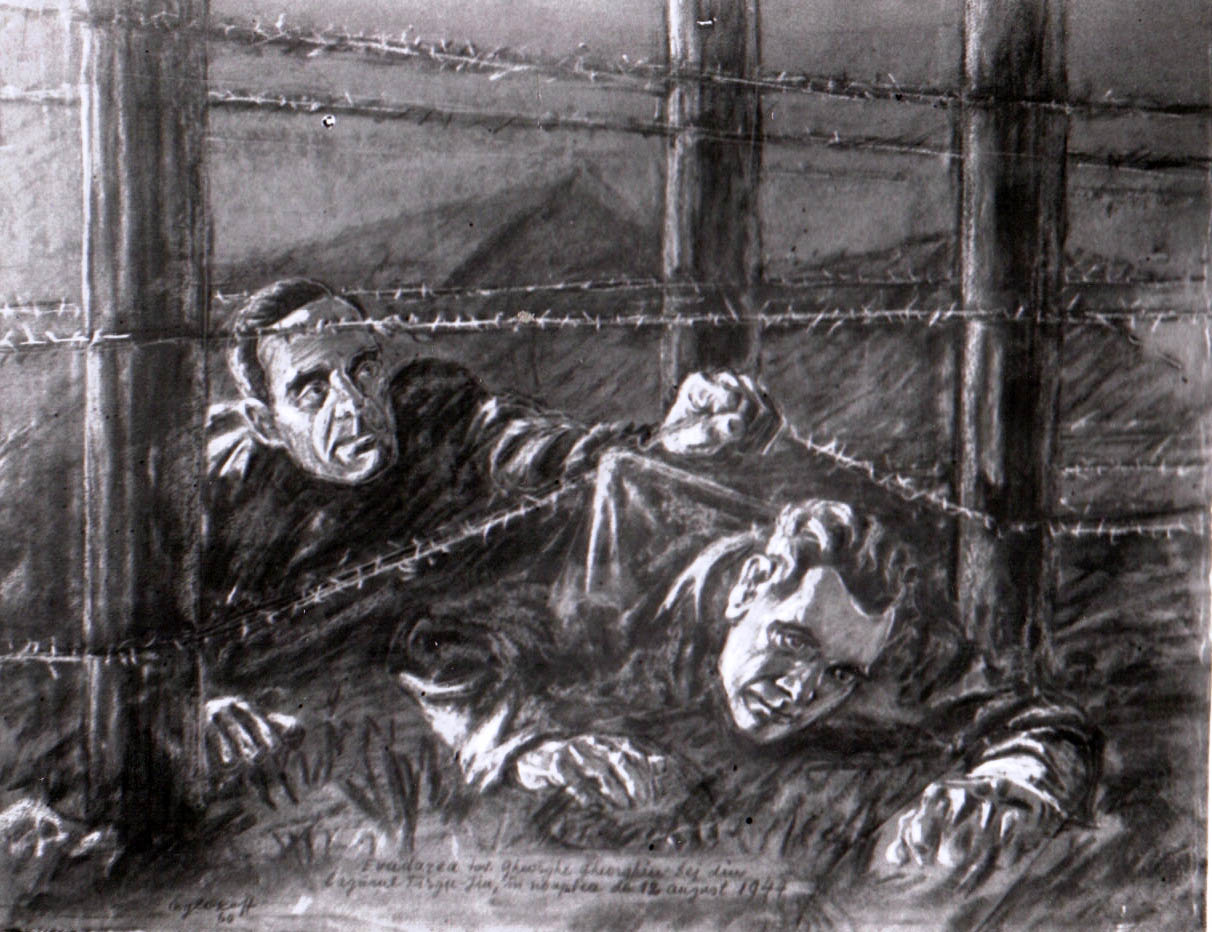
Gheorghiu-Dej (izquierda) escapando del campo de concentración de Târgu Jiu el 10 de agosto de 1944. Dibujo de propaganda de 1960.

Gheorghiu-Dej fue sentenciado a prisión en el mismo año por un tribunal militar, cumpliendo condena en la Doftana y en otras instalaciones.  En 1936 fue elegido miembro del Comité Central del partido y se convirtió en líder de la facción de la prisión del partido comunista (miembros del partido que fueron encarcelados en Rumania, un término que los distingue de miembros del partido que viven en el exilio, principalmente en la Unión Soviética: la facción moscovita).
Como activista conocido, fue detenido en el de internamiento de Târgu Jiu durante todo el régimen dictatorial de Ion Antonescu y la mayor parte del período de la Segunda Guerra Mundial, y escapó solo el 10 de agosto de 1944, pocos días antes de la caída del régimen (golpe de Estado rumano de 1944). Se convirtió en secretario general en 1944 después de la ocupación soviética, pero no consolidó su poder hasta 1952, después de purgar del poder a Ana Pauker ya sus camaradas de la "facción moscovita".  Ana Pauker había sido la líder no oficial del Partido desde el final de la guerra.
Mientras estaba en prisión, Gheorghiu-Dej conoció a Nicolae Ceaușescu. Fueron encarcelados después de una manifestación organizada por el partido comunista, del que eran miembros tanto Ceaușescu como Gheorghiu-Dej. Gheorghiu-Dej le enseñó a Ceaușescu en prisión teorías y principios marxistas-leninistas y lo mantuvo cerca mientras Gheorghiu-Dej ganaba poder constantemente después de su liberación de prisión en 1944. Durante 1946-1947, fue miembro de la delegación encabezada por Gheorghe Tătărescu de Rumania a la Tratados de Paz de París, 1947.

## Posguerra

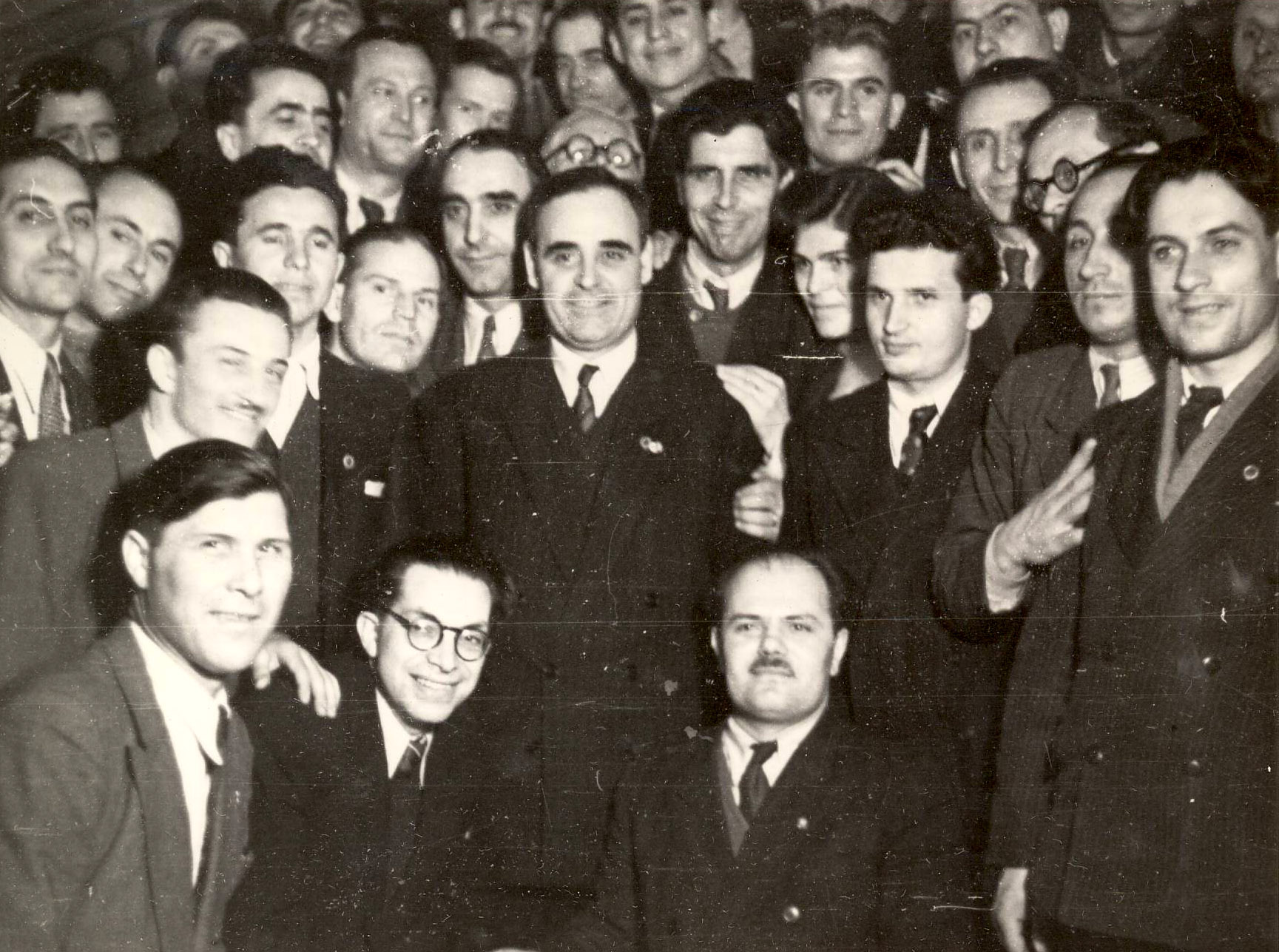
Dej junto con Ceauşescu con miembros del Partido Comunista Rumano en 1948.

El 30 de diciembre de 1947, Gheorghiu-Dej y el primer ministro Petru Groza obligó al Rey Miguel I de Rumania a abdicar. Años más tarde, el líder comunista albanés Enver Hoxha alegó que Gheorghiu-Dej personalmente apuntó con un arma al rey y amenazó con matarlo a menos que renunciara al trono. Horas más tarde, el Parlamento, completamente dominado por los comunistas y sus aliados después de las elecciones celebradas un año antes, abolió la monarquía y declaró la República Popular de Rumania. A partir de ese momento, Gheorghiu-Dej fue "de facto" el hombre más poderoso de Rumanía.
La influencia soviética en Rumania bajo Iósif Stalin favoreció a Gheorghiu-Dej, visto en gran parte como un líder local con fuertes principios marxistas-leninistas.  La influencia económica de Moscú fue protegida por la creación de las empresas "Sov-Rom", que dirigían los intercambios comerciales de Rumania a mercados no rentables (principalmente la Unión Soviética).
Hasta la muerte de Stalin e incluso después, Gheorghiu-Dej no enmendó las políticas represivas, como las obras que empleaban trabajo forzados en el Canal Danubio-Mar Negro. Por órdenes de Gheorghiu-Dej, Rumania implementó también la colectivización forzada masiva de tierras en las áreas rurales. 

## Líder de Rumania

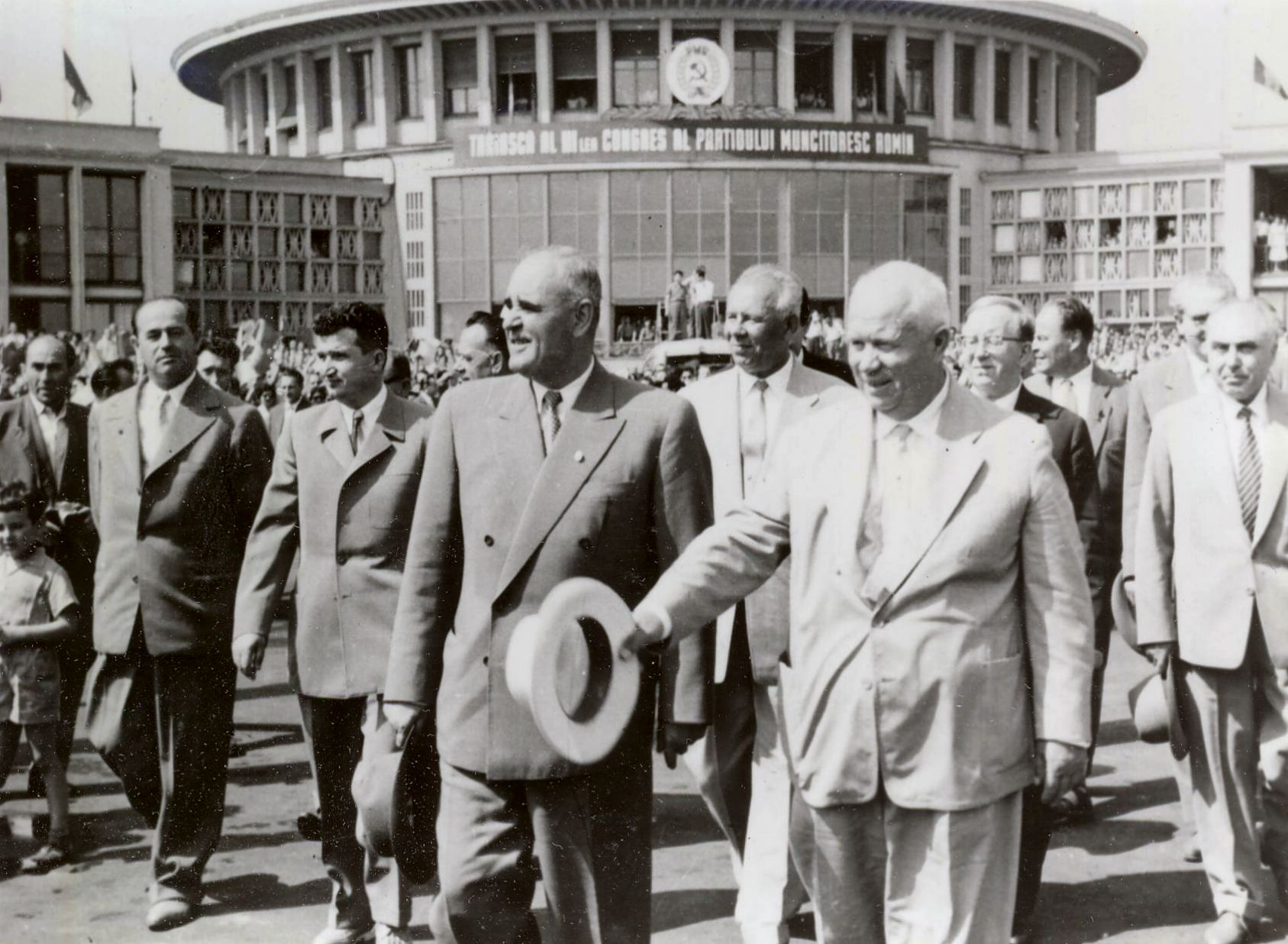
Gheorghiu-Dej con Nikita Jruschov en el Aeropuerto de Băneasa de Bucarest en junio de 1960. Nicolae Ceaușescu se puede ver a la derecha de Gheorghiu-Dej.

Los primeros cinco años de la República Popular de Rumania vieron un período de liderazgo colectivo, con compañero de viaje como Groza sirviendo como primer ministro. Sin embargo, en 1952, Groza renunció al cargo de primer ministro y fue nombrado presidente del presidium de la Gran Asamblea Nacional. Gheorghiu-Dej lo sucedió, convirtiéndose en el primer comunista en ocupar el cargo. Así combinó los dos puestos más poderosos de Rumanía en sus propias manos, con la plena aprobación soviética.
Gheorghiu-Dej cedió brevemente la primera secretaría del Partido Comunista Rumano en 1954 a Gheorghe Apostol, conservando el cargo de primer ministro. Sin embargo, todavía era el líder real de Rumania, y recuperó el liderazgo del partido en 1955, al mismo tiempo entregando el cargo de primer ministro a Chivu Stoica. En 1961, fue nombrado presidente del recién creado Consejo de Estado de Rumanía, convirtiéndolo en jefe de Estado de jure.  Sin embargo, ya había sido de facto jefe de Estado desde 1947 en virtud de su dirección del Partido Comunista.
Gheorghiu-Dej estaba al principio inquieto por las reformas de Nikita Jruschov en el nuevo proceso de desestalinización. Luego se convirtió en el arquitecto de la política exterior y económica semiautónoma de Rumania dentro del Pacto de Varsovia y el COMECON, a fines de la década de 1950, en particular al iniciar la creación de una industria pesada en Rumania que iba en contra de las instrucciones soviéticas para el Bloque del Este en su conjunto (por ejemplo, la nueva planta siderúrgica a gran escala en Galați, que dependía de recursos de hierro importados de India y Australia). Irónicamente, Rumania bajo Gheorghiu-Dej fue considerada una vez uno de los más leales entre los aliados soviéticos y, por lo tanto, existe una tendencia a olvidar "quién estableció primero el patrón de apertura y 'liberalidad' de la política exterior junto con la represión interna".
Los pasos ideológicos emprendidos quedaron claros con la expulsión de las empresas "Sov-Rom", junto con la atenuación de las empresas culturales comunes soviético-rumanas. En 1958 el Ejército Rojo retiró sus últimas tropas de Rumania (un logro personal de Gheorghiu-Dej). La Historia oficial de Rumanía hizo entonces referencia a una Besarabia rumana, así como a otros temas que tensaron las relaciones entre los dos países comunistas.  Además, los últimos años del régimen de Dej vieron la publicación de textos de Karl Marx, que anteriormente se habían mantenido en secreto, que trataban sobre la Rusia y la política imperial en el idioma anteriormente rumano en regiones que aún formaban parte de la Unión Soviética.
Sin embargo, la Securitate seguía siendo el instrumento elegido por Dej, y Rumania se unieron a la ola de represión de los otros países del Pacto de Varsovia después de la Revolución húngara de 1956 - por cierto, el líder húngaro Imre Nagy fue detenido poco tiempo después en suelo rumano.
En sus últimos años, Gheorghiu-Dej estableció relaciones diplomáticas con el Primer Mundo, incluyendo los Estados Unidos. Tales pasos fueron muy alentados por el presidente Lyndon B. Johnson, que había llegado a ver a Rumanía casi como un amigo. Además, 1964 fue el año en que muchos presos políticos fueron puestos en libertad.[cita requerida]

## Relaciones con el Bloque Occidental
En los primeros años del gobierno de Gheorghiu-Dej, las relaciones de Rumania con Occidente eran tensas, marcadas por acusaciones de espionaje a los Estados Unidos y violaciones de los derechos humanos en Rumania. También hubo bajos niveles de comercio entre Rumania y Occidente, ya que Rumania se ató a la Unión Soviética y las otras naciones del Bloque Oriental; en 1950, el plan económico de Rumania implicaba que el 89% del comercio fuera únicamente con el Bloque soviético.

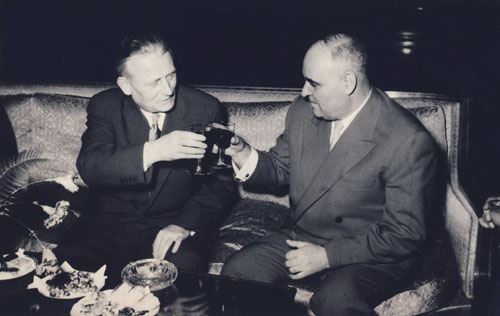
Gheorghiu-Dej brindando con Antonín Novotný, presidente de Checoslovaquia

Más tarde, sin embargo, la voluntad de Rumanía de comerciar con Occidente se hizo más evidente. Por ejemplo, 1952 vio la primera publicación de la revista Comercio exterior rumano, que ofrecía oportunidades a los comerciantes occidentales para comprar productos rumanos, como petróleo y grano. Las publicaciones occidentales también reconocieron el potencial de Rumania para vender sus productos en el mercado mundial.  Un artículo de The Times del 29 de agosto de 1953 escribió: "Rumania podría, por ejemplo, se piensa, obtener precios más altos en el mercado mundial para gran parte de lo que se ve obligada a exportar a Rusia, incluidos los alimentos, a cambio de maquinaria y ayuda".  Como Gheorghiu-Dej se dio cuenta, si Rumania pudiera comerciar con Occidente, el nivel de vida probablemente aumentaría.
A partir de 1953, Occidente relajó gradualmente sus controles de exportación, que habían limitado los productos que Estados Unidos, Reino Unido y Francia podían exportar a Europa del Este. Gheorghiu-Dej, ansioso por establecer una interacción entre Rumania y Occidente, relajó las restricciones de viaje de los diplomáticos occidentales en Bucarest y permitió a los periodistas occidentales un mayor acceso a Rumania. A principios de 1954, Rumania también apeló a Gran Bretaña para tener conversaciones para resolver los reclamos pendientes de Rumania, a lo que Gran Bretaña accedió en diciembre de ese año.
La política exterior de Rumania hacia Occidente estaba estrechamente ligada a su política hacia la Unión Soviética; Rumania solo podría desarrollar el comercio con Occidente si afirmara su independencia de la Unión Soviética, intensamente antioccidental.  Gheorghiu-Dej se dio cuenta de esto y, por lo tanto, enfatizó la soberanía de Rumania. En el Segundo Congreso del Partido, que se inauguró el 23 de diciembre de 1955, Gheorghiu-Dej pronunció un discurso de cinco horas en el que subrayó la idea del comunismo nacional y el derecho de Rumanía a seguir sus propios intereses, en lugar de verse obligado a seguir los de otros (refiriéndose a la Unión Soviética). Gheorghiu-Dej también discutió la apertura del comercio con Occidente. En un intento de aumentar el diálogo entre Rumania y Occidente, en 1956 Gheorghiu-Dej instruyó al nuevo embajador en los EE. UU. a reunirse con el secretario de Estado John Foster Dulles y  luego con el presidente Dwight D. Eisenhower. Como resultado de estas reuniones, el Departamento de Estado expresó su interés en aumentar la interacción entre las dos naciones, incluido el posible establecimiento de una biblioteca en Bucarest.
Sin embargo, la interacción de Rumania con Occidente disminuyó temporalmente con la Revolución húngara de 1956 y la respuesta violenta de la Unión Soviética al levantamiento. Aun así, Gheorghiu-Dej continuó fortaleciendo la independencia de la Unión Soviética. Por ejemplo, las escuelas rumanas eliminaron el requisito del idioma ruso.
De hecho, en 1957 Rumania había aumentado sustancialmente su comercio occidental;  en ese año el comercio con Occidente había aumentado al 25% del comercio total de Rumania. A principios de la década de 1960, Rumanía bajo Gheorghiu-Dej era más industrializada y productiva. Después de la Segunda Guerra Mundial, el 80% de la población había trabajado en la agricultura, pero para 1963, el 65% lo hacía. Y, a pesar de la disminución de manos que trabajaban la tierra, la productividad agrícola en realidad había aumentado. Además, Gheorghiu-Dej había iniciado con éxito un fuerte cambio en el comercio hacia Occidente, separándolo aún más de la Unión Soviética;  Rumania importó gran parte de su equipo industrial de Alemania Occidental, Reino Unido y Francia. Este patrón comercial siguió el plan económico de Gheorghiu-Dej, que dejó en claro a Reino Unido y Francia en 1960, cuando envió a su jefe de inteligencia exterior a París y Londres para aclarar el deseo de Rumania de interactuar con Occidente e ignorar las órdenes del Comecon.
En 1964, Gheorghiu-Dej había llegado a un acuerdo comercial con EE. UU. que permitía a Rumania comprarles productos industriales.  El acuerdo se produjo como resultado de las quejas de las empresas estadounidenses de que estaban perdiendo dinero frente a Europa occidental. Durante su presidencia, el presidente John F. Kennedy, preocupado por las pérdidas de estas empresas, usó sus poderes para aumentar el comercio entre los EE. UU. y Europa del Este, una política que el presidente Lyndon Johnson también seguido.
Por lo tanto, Gheorghiu-Dej aumentó considerablemente el comercio con Occidente, convirtiendo a Rumania en el primer país del Bloque Oriental en comerciar con Occidente, de forma completamente independiente. A través de su política de soberanía nacional, Gheorghiu-Dej aumentó la popularidad de Rumania en Occidente. Las publicaciones nacionales de EE. UU. se alejaron de los informes de principios de la década de 1950 sobre abusos y opresión de derechos humanos, hacia artículos de mediados de la década de 1950 hasta principios de la de 1960 sobre la desatellización rumana. A principios de la década de 1960, The Times también informó a menudo sobre el aumento de los lazos económicos de Gheorghiu-Dej y Rumania con Occidente. Los exitosos esfuerzos de Gheorghiu-Dej para expandir las relaciones exteriores de Rumania, especialmente aquellas con Occidente, fueron evidentes en su funeral de marzo de 1965, al que asistieron 33 delegaciones extranjeras, incluido un enviado especial francés enviado por el general Charles de Gaulle. Las políticas de Gheorghiu-Dej prepararon el escenario para que su sucesor, Nicolae Ceaușescu, llevara el nuevo curso de Rumania aún más lejos.

## Muerte y legado

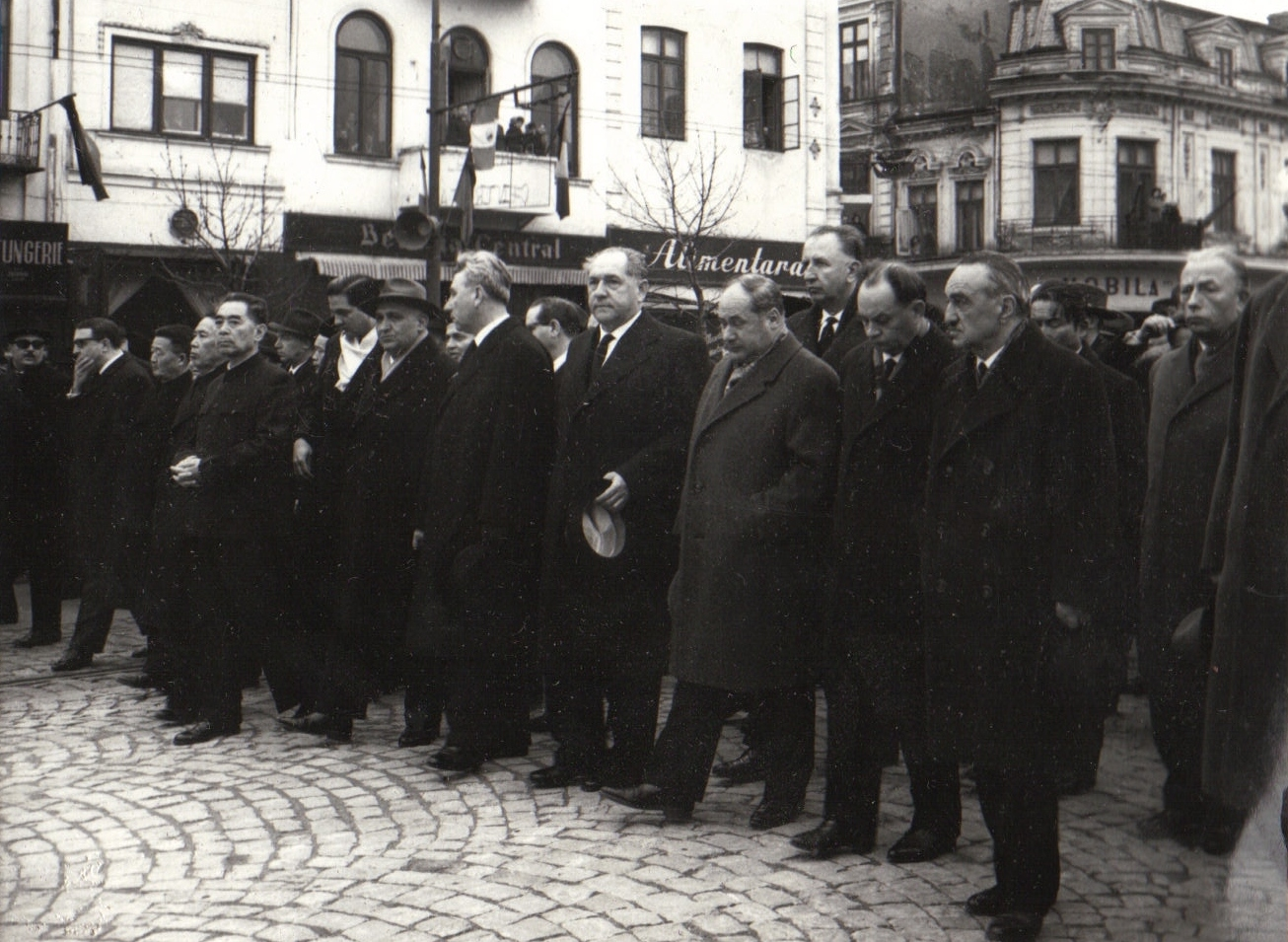
Líderes comunistas extranjeros en el funeral de Gheorghiu-Dej, incluido Zhou Enlai a la izquierda y Anastas Mikoyan a la derecha

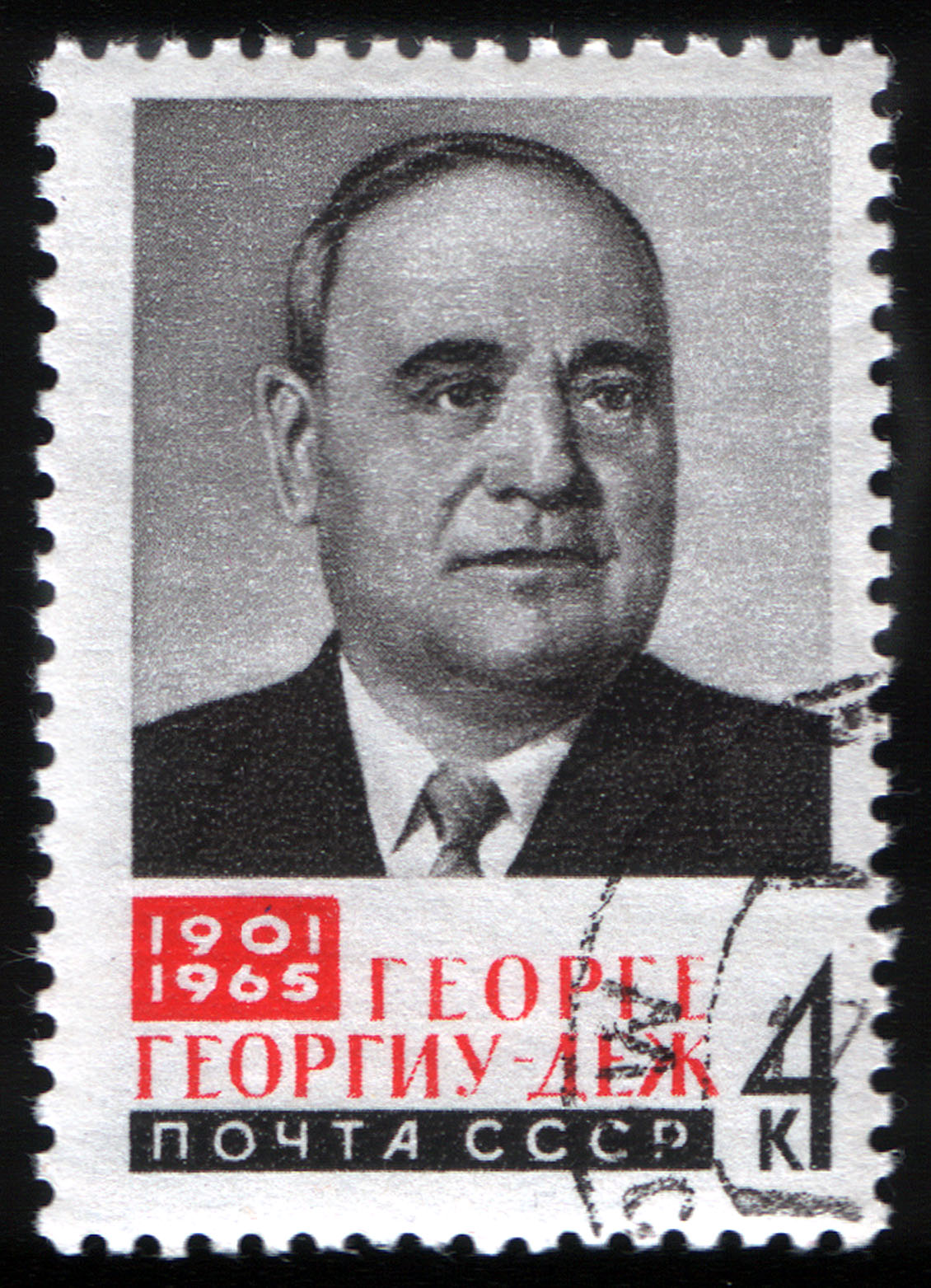
Sello soviético de Gheorghiu-Dej de 1965

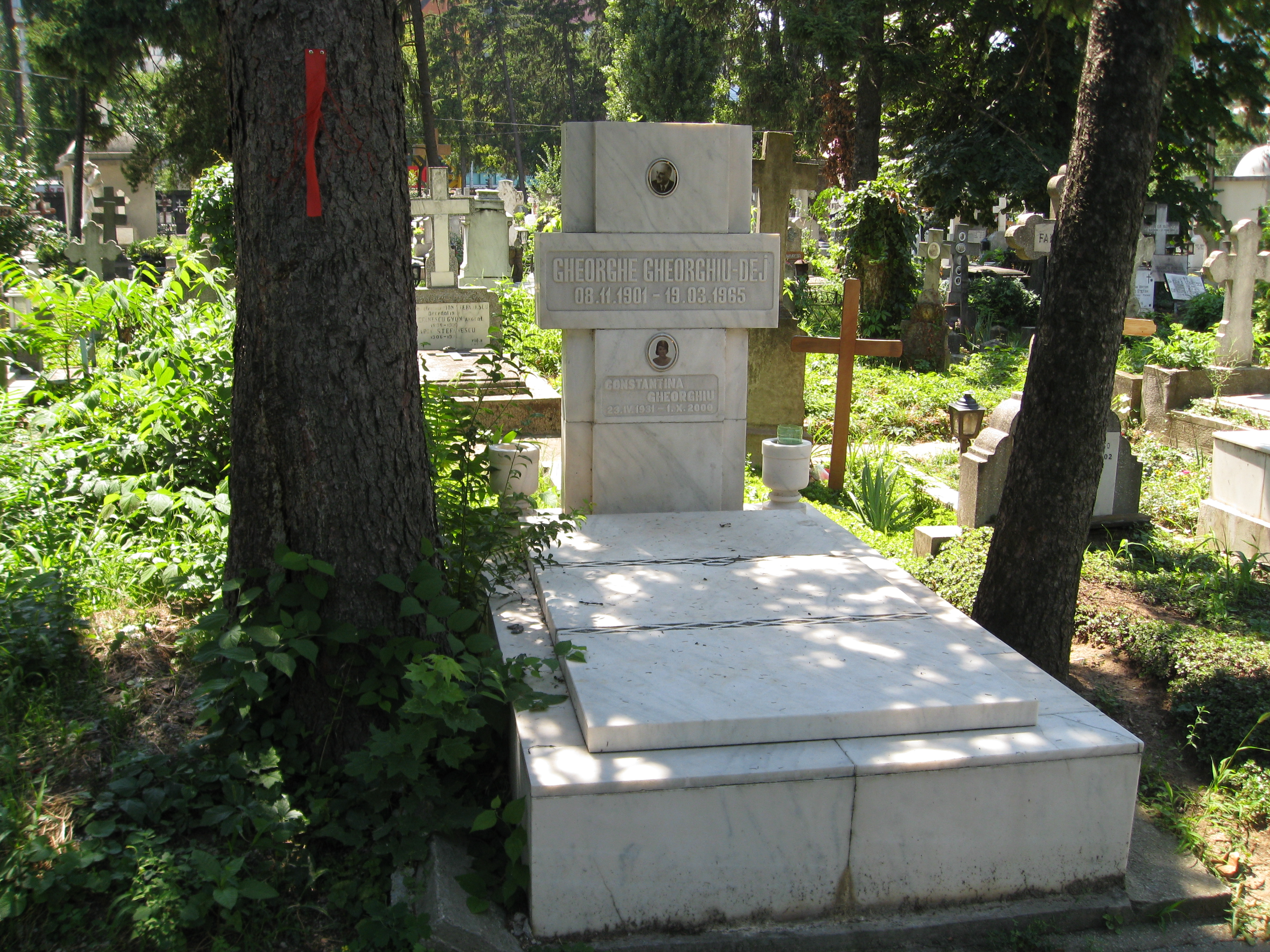
Tumba de Gheorghiu-Dej en Bucarest

Gheorghiu-Dej murió de cáncer de pulmón en Bucarest el 19 de marzo de 1965. Gheorghe Apostol ha afirmado que el propio Gheorghiu-Dej lo designó líder del partido en espera; en cualquier caso, muchos lo percibían como tal en 1965. Pero el primer ministro Ion Gheorghe Maurer, que había desarrollado hostilidad hacia él, se aseguró de que Apóstol no tomara el poder, reuniendo a la dirección del Partido en torno al protegido de Gheorghiu-Dej durante mucho tiempo hasta la llegada al poder de Nicolae Ceaușescu. El general de seguridad Ion Mihai Pacepa, que desertó a los Estados Unidos en 1978, escribió que Ceaușescu supuestamente le había hablado de "diez líderes internacionales que el Kremlin mató o intentó matar";  Gheorghiu-Dej estaba entre ellos.
Gheorghiu-Dej fue enterrado en un mausoleo en Bucarest.  En 1991, después de la Revolución rumana de 1989, su cuerpo fue exhumado y vuelto a enterrar en el cementerio de Bellu. El Instituto Politécnico de Bucarest, rebautizado como Instituto Politécnico "Gheorghe Gheorghiu-Dej" Bucarest en su honor, ahora se conoce como Universidad Politécnica de Bucarest.  A principios de la década de 1950, uno de los Sectores de Bucarest (más o menos, el actual Sector 6) recibió su nombre. La ciudad de Onești una vez fue nombrada Gheorghe-Gheorghiu Dej.  Además, la ciudad soviética de Liski fue, de 1965 a 1990, nombrada Georgiu-Dezh en su honor.
Gheorghiu-Dej estaba casado con Maria Alexe y tenían dos hijas, Lica Gheorghiu (1928-1987) y Constantina (1931-2000).